# Palmar Segundo
Palmar Segundo är en ort i Mexiko.   Den ligger i kommunen Tantoyuca och delstaten Veracruz, i den sydöstra delen av landet, 230 km norr om huvudstaden Mexico City. Palmar Segundo ligger 147 meter över havet och antalet invånare är 263.
Terrängen runt Palmar Segundo är platt. Runt Palmar Segundo är det ganska tätbefolkat, med 72 invånare per kvadratkilometer. Närmaste större samhälle är Tantoyuca, 7,1 km sydost om Palmar Segundo. Trakten runt Palmar Segundo består till största delen av jordbruksmark.